# Райя и последний дракон (саундтрек)
«Ра́йя и после́дний драко́н» (саундтрек) — альбом саундтреков к анимационному фильму «Райя и последний дракон» (2021), снятому студиями «Walt Disney Pictures» и «Walt Disney Animation Studios».
Партитура фильма была написана Джеймсом Ньютоном Ховардом, написавшим партитуру для анимационного фильма спустя 19 лет со времён фильма «Планета сокровищ» (2002). Американская певица Джене Айко написала и исполнила песню «Lead the Way» для финальных титров мультфильма.
Альбом содержит 24 композиции и был официально выпущен компанией Walt Disney Records 26 февраля 2021 года.

## Производство
Я думаю, что в анимации самое замечательное — и это сказал кто-то другой, не я — то, что как композитор ты можешь делать все, что захочешь. Ты можешь написать самую сумасшедшую, самую веселую, глупую, захватывающую музыку, которая только может прийти тебе в голову. Сотрудничество с различными режиссёрами, [включая] Дона Холла, было просто замечательным. Чувствуешь, что сидишь за настоящим круглым столом. Я не чувствую себя композитором, сидящим в башне из слоновой кости. Ты действительно чувствуешь себя частью команды, и я получил огромное удовольствие. Я думаю, что фильм замечательный, и я думаю, что партитура для меня совсем другая. По крайней мере, на 50 % она состоит из электроники, в ней много экзотических звуков, и я думаю, что это очень весело.
Джеймс Ньютон Ховард подписал контракт на участие в проекте в ноябре 2019 года, в то время как он также работал над сценарием фильма Пола Гринграсса «Новости со всех концов света» (2020). Дон Холл представил ему раскадровки, эскизы анимации и персонажей перед включением в фильм, и Ховард заявил, что «так или иначе, вы привыкаете к этому и обнаруживаете, что вас трогает пара статичных рисунков персонажей, если музыка работает». Партитура имеет «неспецифический южноазиатский оттенок, а также индонезийский гамелан», а также «инструменты от Китая до Вьетнама, хотя многие из них звучат одинаково».
Первой темой, которую он написал для фильма, стала главная тема «Running on Raindrops». Говард также рассказал о трудностях, с которыми он столкнулся при создании 5-минутного пролога, поскольку он не только передавал основные темы, но и задавал основной тон мультфильма. Для создания темы пролога он использовал балийский варган под названием genggong. Кроме того, он использовал различные ударные инструменты, такие как барабаны из кожи, ручные барабаны и погремушки, что редкость для западной музыки. 3) Вокальные гармонии были предоставлены нью-йоркской певицей Луарой, которая исполнила военные напевы.
В связи с пандемией COVID-19 производство фильмов было приостановлено, что задержало процесс записи. Запись началась в октябре 2020 года после возобновления работы Sony Scoring Stage, которая была временно закрыта из-за ограничений, связанных с пандемией. Однако возможности оркестрантов были ограничены 40 исполнителями за раз, что означало, что при сведении звука каждый из музыкантов был удвоен, чтобы звучание оркестровой музыки было более масштабным. Над сведением звука работал Алан Мейерсон. В некоторых случаях Ховард использовал в финальном сведении сэмплы, собранные его командой.

## Трек-лист
| №                   | Название                     | Длительность |
| ------------------- | ---------------------------- | ------------ |
| 1.                  | «Lead the Way» (Джене Айко)  | 3:43         |
| 2.                  | «Prologue»                   | 5:44         |
| 3.                  | «Young Raya and Namaari»     | 3:26         |
| 4.                  | «Betrayed»                   | 4:34         |
| 5.                  | «Search for the Last Dragon» | 1:13         |
| 6.                  | «Into the Shipwreck»         | 2:52         |
| 7.                  | «Enter the Dragon»           | 0:52         |
| 8.                  | «Fleeing from Tail»          | 1:22         |
| 9.                  | «Captain Boun»               | 1:02         |
| 10.                 | «Journey to Talon»           | 1:19         |
| 11.                 | «Sisu Swims»                 | 1:44         |
| 12.                 | «Dragon Graveyard»           | 2:53         |
| 13.                 | «Escape from Talon»          | 3:42         |
| 14.                 | «Noi and the Ongis»          | 2:32         |
| 15.                 | «Being People Is Hard»       | 4:05         |
| 16.                 | «Spine Showdown»             | 3:26         |
| 17.                 | «Running on Raindrops»       | 2:11         |
| 18.                 | «Plans of Attack»            | 1:15         |
| 19.                 | «Brothers and Sisters»       | 3:58         |
| 20.                 | «The Meeting»                | 3:19         |
| 21.                 | «Storming Fang»              | 4:09         |
| 22.                 | «The Druun Close In»         | 2:58         |
| 23.                 | «Return»                     | 4:58         |
| 24.                 | «The New World»              | 2:35         |
| Общая длительность: | Общая длительность:          | 1:09:51      |

## Выпуск
Партитура была выпущена компанией Walt Disney Records 26 февраля 2021 года, за неделю до выхода фильма. В неё вошли 23 композиции из мелодий Ховарда, в том числе сингл «Lead the Way», исполненный Джене Айко, который был показан в конечных титрах. Превью сингла было объявлено за неделю до этого, 19 февраля, а клип был выпущен 4 марта.
2 марта 2021 года Disney Studios Philippines объявила, что филиппинская певица KZ Tandingan исполнит песню «Gabay», первую филиппинскую песню Disney. Филиппинская версия песни «Lead the Way» войдёт в саундтрек к филиппинскому дубляжу фильма. Алли Бенедикто, руководитель отдела маркетинга студии Disney Philippines, заявила, что песня «демонстрирует наше стремление сотрудничать с местными творческими талантами, чтобы рассказывать наши истории с учётом местных особенностей». В пресс-релизе Tandingan заявила, что она благодарна и гордится тем, что поет на своем родном языке, а также поёт в фильме Disney. Ей понравились его призывы к доверию, а также к объединению и сплочению, чтобы изменить мир, когда чувствуешь себя слабым и одиноким.
Кавер-версия песни «Lead My Way» в исполнении K-pop-музыканта Hyojung была выпущена 5 марта 2021 года.

## Реакция
Zanobard Reviews поставила оценку 6/10, заявив: «Фильм Джеймса Ньютона Ховарда „Райя и последний дракон“ — это разочаровывающе забытое дело; партитура состоит из интригующего и в некоторых моментах действительно захватывающего дух оркестрового стиля, но, к сожалению, очень мало содержания, кроме короткой и простой главной темы, которая нечасто появляется на альбоме». Музыкальный критик Алекс Рейф назвал партитуру «мастерской, обеспечивающей такое же разнообразие, как и сам фильм». Джеймс Саутхолл из Movie Wave написал: «Партитура не такая насыщенная, как в „Малефисенте“, но, вероятно, самая интересная у Говарда с тех пор. Альбом, несомненно, представляет музыку не в самом лучшем свете — из средней части можно было бы вырезать довольно много фрагментов для лучшего восприятия — но в нём есть хорошие темы, захватывающая экшн-музыка и, как я уже сказал в начале, он звучит не так, как вы ожидаете, что не часто можно сказать о крупной партитуре такого известного кинокомпозитора, каким является Джеймс Ньютон Ховард. Это очень занимательная партитура, позитивная и веселая, вызывающая улыбку».
Джонатан Брокстон написал: «„Райя и последний дракон“ — это радость; хотя она и не достигает высот „Малефисенты“ или „Фантастических тварей“, тем не менее, это партитура с большим количеством любви и тепла, с большим количеством энергии, мистики, эмоций, силы и размаха, в которой синтетическое и акустическое сочетаются интересным, уместным образом и передают дух мира Райи». Антон Смит из Soundtrack World писал: «При внимательном прослушивании саундтрека в нём можно найти множество скрытых жемчужин, яркими примерами которых являются красивая главная тема и большие эмоциональные оркестровые фрагменты». Filmtracks.com отмечал: «Помимо эклектичной, мирской инструментальной мешанины композитора, микс партитуры остаётся, пожалуй, её главным недостатком: оркестровые фрагменты звучат мало, а синтетика бьёт в нос. Художественный риск здесь определённо был, а вознаграждение для слушателя разочаровывающе коротко».

## Чарты
| Чарт (2021)                | Пик |
| -------------------------- | --- |
| UK Soundtrack Albums (OCC) | 44  |

## Награды и номинации
| Год  | Награда                                                   | Категория | Получатель(-и) | Результат | Прим.  |
| ---- | --------------------------------------------------------- | --- | --- | --------- | ------ |
| 2021 | BMI Film & TV Awards                                      | «Кинотеатральный фильм» | Джеймс Ньютон Ховард | Победа    | [ 19 ] |
| 2022 | «Энни»                                                    | «Лучшая музыка в анимационном полнометражном фильме»                                                                        | Джеймс Ньютон Ховард и Джене Айко | Номинация | [ 20 ] |
| 2022 | Премия Общества киноакустики                              | «Выдающиеся достижения в области звукового микширования для анимационного фильма»                                           | Пол Макграт; Дэвид Э. Флюр; Габриэль Гай; Алан Мейерсон; Скотт Кертис; Док Кейн | Номинация | [ 21 ] |
| 2022 | Награды Международной ассоциации музыкальных кинокритиков | «Лучшая композиция года в кино»                                                                                             | Джеймс Ньютон Ховард | Победа    | [ 22 ] |
| 2022 | Награды Международной ассоциации музыкальных кинокритиков | «Лучшая оригинальная партитура к анимационному фильму»                                                                      | Джеймс Ньютон Ховард | Победа    | [ 22 ] |
| 2022 | Motion Picture Sound Editors (MPSE) Golden Reel Awards    | «Выдающиеся достижения в звуковом монтаже — звуковые эффекты, фоули, диалог и ADR для анимационного полнометражного фильма» | Шеннон Миллс, Брэд Семенофф MPSE, Ниа Хансен, Самсон Неслунд, Дэвид К. Хьюз, Камерон Баркер, Крис Фрейзер, Стив Орландо, Джон Рош MPSE, Шелли Роден MPSE, Джим Вайдман, Дэвид Олсон | Победа    | [ 23 ] |

## Персонал
Список использованных материалов взят с сайта Allmusic:
- Джонатан Аллен — запись;
- Изобель Энтони — вокал;
- Джон Эшалев — программирование;
- Дэвид Ченнинг — редактирование;
- Луар Котлер — вокал;
- Кендалл Демарест — монтаж;
- Брюс Дуков — руководитель оркестра;
- Педро Юсташ — деревянные духовые;
- Fisticuffs — продюсер, программирование;
- Эрл Гаффари — монтаж;
- Томми Холмс — монтаж;
- Джеймс Ньютон Ховард — композитор, продюсер;
- Сумуду Джаятилака — вокал;
- Джулиан Куан Вьет Ле — продюсер;
- London Voices — хор;
- Марианна Меннитти — хор;
- Алан Мейерсон — микширование;
- Шон Мерфи — звукозапись;
- Дэвид Олсон — монтаж;
- Майкл Дин Парсонс — программирование;
- Тобин Пугаш — программирование;
- Бенджамин Робинсон — монтаж;
- Ксандер Родзински — продюсер;
- Грегг Роминецки — микширование, запись;
- Габриэлла Скализе — хор;
- Джон Траунвизер — звукорежиссёр;
- Джим Вайдман — монтаж.